# 아와지역
아와지역(일본어: 淡路駅, あわじえき)은 일본 오사카부 오사카시 히가시요도가와구 히가시아와지 4초메에 소재하는 한큐 전철의 역이다. 역 번호는 HK-63이다. 통근특급 이외의 모든 종류의 열차가 정차한다.
교토 본선과 센리 선이 교차하는 두 노선의 환승역이다. 현재는 한큐 전철의 역만 있지만, 2018년 연장 개통 예정의 서일본여객철도(JR 서일본) 오사카히가시 선의 역도 설치되어 한큐와 JR 서일본 노선과도 환승역이 될 예정이다.

## 역사
- 1921년 4월 1일: 기타오사카 전기철도(현, 교토 본선) 주소 ~ 도요쓰 역간 개통과 동시에 영업 개시.
- 1923년 4월 1일: 노선 양도로 인하여 신케이한 철도 역이 됨.
- 1925년 10월 15일: 덴진바시 역(현, 덴진바시스지 6초메 역) ~ 당역간 영업 개시.
- 1928년 1월 16일: 당역 ~ 다카쓰키초 역(현, 다카쓰키시 역)간 영업 개시.
- 1930년 9월 15일: 회사 합병으로 게이한 전기철도의 역이 됨과 동시에 교토사이인 역(현, 사이인 역) ~ 당역 ~ 덴진바시 역 구간이 신케이한 선, 주소 ~ 당역 사이가 주소 선, 당역 ~ 센리야마 역간이 센리야마 선이 됨.
- 1943년 10월 1일: 전시 합병에 따라 게이한신 급행전철(현, 한큐 전철)의 역이 됨.
- 1949년 12월 1일: 게이한 전기철도가 분리되면서 신케이한 선은 당사에 남게 되어 교토 본선으로 노선명 변경.
- 1954년 3월 30일: 1번 선 폐지.
- 1959년 2월 18일: 선로 명칭 개편으로 교토 본선의 당역 ~ 덴진바시 역간 센리야마 선은 주소 선과 통일하여 교토 본선이 됨.
- 1967년 3월 1일: 센리야마 선이 센리 선으로 노선명 변경.
- 1969년 12월 6일: 오사카 시영 지하철 사카이스지 선 개통과 관련하여 기타센리 역, 다카쓰키시 역까지 상호 직통 운전 개시.
- 2008년 9월: 고가화 공사 착공.
- 2018년: JR 서일본 오사카히가시 선과의 환승역(가칭, JR 아와지 역)이 될 예정.

## 역 구조
대피 가능한 섬식 승강장 2면 4선의 지상역이다. 가와라마치 방향의 동서 양쪽으로 개찰구가 마련되었고 각 승강장은 지하도에서 연결된다.
승강장 ~ 개찰구 간 이동에는 원칙적으로 계단을 오르내려야 했지만 2006년 3월 지하도와 승강장을 연결하는 엘리베이터가 설치되었다.
발차 안내는 상,하향과 함께 LED식인 것이 설치되어 있다. 2007년 9월 5일에 갱신된 것이어서 그 동안에는 반전식의 것이 운용되고 있었다. 또한, 하행 승강장(4,5번 선)은 아침의 러시아워에 발차 벨이 울리고 4번 선은 고음 타입, 5번 선은 저음 타입이 울린다. 각 노선의 시종착역 이외에서 사용되고 있는 유일한 역이다.

### 승강장
| 번호 | 노선        | 방향 | 행선                                            |
| ---- | ----------- | ---- | ----------------------------------------------- |
| 2・3 | ■ 교토 본선 | 상행 | 교토・가라스마・아라시야마 방면                 |
| 2・3 | ■ 센리 선   | 상행 | 스이타・간다이 앞・기타센리 방면                |
| 4・5 | ■ 교토 본선 | 하행 | 오사카 (우메다)・고베・다카라즈카 방면          |
| 4・5 | ■ 센리 선   | 하행 | 덴진바시스지 6초메・도부쓰엔마에・덴가차야 방면 |

#### 비고
- 신호 상에서는 바깥쪽의 2,5번 선이 주로 본선이다(일반적인 한큐의 다른 역과는 반대).
- 교토 본선과 센리 선은 진행 방향별로 승강장을 공유하고 있다. 덴진바시스지 6초메 방향으로 들어가는 열차는 구조 상 2번 선으로 진입하지 않기 때문에 원칙적으로 2번 선이 우메다 방향에서, 3번 선이 덴진바시스지 6초메 방향의 열차가 입선하다.
- 1번 선은 결번으로 2번 선의 건너편(현재 역사의 한 장소)에 있었다. 옛날에는 주소 ~ 당역 간이 "주소 선"라고 칭하는 지선에서 이 시기에 주소 선 전용 승강장으로서 존재했었으나 1954년에 철거되었다.
- 번호를 수정하지 않는 것은 역이 현재도 4개로 안내 혼선이 발생함으로써, 평면교차 사고를 방지하기 때문인 것으로 알려졌다. 1번 선의 폐지 직후에는 P-5형 전동차 2량이 사무소의 대리로서 유치되기도 했다.

### 평면교차
교토 본선과 센리 선은 서로 평면교차하고 있다. 상하행선이 함께 승강장 앞에 복잡한 분기가 있고 역 구내에는 50km/h(또는 30km/h) 이하의 속도 제한이 걸린다. 본 역을 유일하게 통과하는 통근특급은 커브가 연속되는 가미신조 역 ~ 주소 역간에서도 특히 속도를 늦춰야 될 장소가 되면서, 교토 본선 운행 상의 최대 걸림돌이기도 하다.
센리 선 열차는 상하행선이 함께 이른 아침이나 심야를 제외한 대부분의 열차가 교토 본선의 열차 도착 시각이 근접하고 있는 관계로 본선의 열차를 먼저 통과시키느라 교차점 앞에서 신호 대기로 정차를 면치 못 했다.
한편, 상행끼리나 하행 간 보통의 평면 환승이 하루 종일 열리고 있으므로 교토 본선과 센리 선을 넘어 이동할 경우에는 승차역에서 직통 열차에 타지 못했어도 본 역에서 쉽게 갈아탈 수 있다. 또한, 역과 노선의 성립 관계에서 교토 본선과 센리 선이 직교하는 것이 아니라 교토 본선의 주소 역에서 센리 선 기타센리 역으로 향한 선로와 교토 본선의 가와라마치 역에서 센리 선 덴진바시스지 6초메 역으로 향한 선로가 각각 직선적인 배선이다.

## 역 방송에 대해서
한큐 전철의 경우, 통상 우메다 터미널 쪽을 마루코 유미가, 고베나 다카라즈카, 교토의 각 노선의 터미널 쪽을 가타야마 미쓰오가 맡고 있지만, 아와지 역의 경우 승강장이 협소하고 또 동시에 입선되는 다이아가 많아서 바깥쪽 주본선(2,5번 선)을 가타야마 미쓰오가 안쪽 대피선(3,4번 선)을 마루코 유미가 담당하고 있다. 이는 한큐의 유일한 예이다.

## 역 주변
역의 동서로는 역전에 상점가들이 있고, 그 주변에는 주택가가 형성되어 있다.
- 아와지혼마치 상점가
  - 이즈미야 아와지점
  - 마쓰야덴키 아와지점
  - 히가시요도가와 아와지 우체국
  - 미쓰비시도쿄UFJ은행 아와지 지점
- 히가시아와지 상점가(토지 구획 정리 사업으로 2013년 3월 현재 이전 개축 중)
  - 아카시야 아와지점(본사 병설)
  - 한큐 오아시스 아와지점(한큐 패밀리 스토어에서 업종 전환)
  - 히가시요도가와 구청 출장소
- 오사카 시립 히가시요도가와 도서관
- 클레오 오사카키타(오사카 시립 남녀 공동 참여 센터 북부관)
- 요도가와 크리스트교 병원 노인 복지 시설(구, 혼병원)[5]
- 히가시요도가와 구 노인 복지 센터
- 아와지 지역 복지 생활 지원 센터
- 히가시요도가와 히가시아와지 우체국
- 히가시요도가와 스가와라나나 우체국
- 히가시아와지미나미 공원(도보 5분, 국철 EH10형 전기기관차 61호기가 정태 보존되어 있다. EH10형의 보존기로서는 유일하다.)

## 한큐 교토 선과 센리 선의 연속 입체 교차 사업
한큐 교토 본선 3.3km(소젠지 역 부근 ~ 가미신조 역 부근)과 한큐 전철 센리 선 3.8km(구니지마 역 부근 ~ 스이타 역 부근)를 고가에 아와지 역의 교토 선과 센리 선의 평면 교차를 해소하고 17개의 건널목을 제거하는 사업이다. 사업 주체는 오사카 시에서 2008년 9월부터 공사에 착수했다. 2024년도 말에 고가 전환 예정이다.
신역사는 4층에서 현재의 역보다 약간 남동쪽으로 이동한다. 역의 구조는 2층이 개찰구와 대합실, 3층이 상행 승강장, 4층이 하행 승강장이 될 예정이다. 이로써, 교토 본선과 센리 선은 입체 교차화되고 다이아 상의 장애물도 해소될 예정이다. 역은 기존의 2개 노선 외 역의 바로 북쪽에서 고가의 구조로 JR 조토 화물선(장래의 오사카히가시 선)과 입체 교차할 필요가 있어서 역사는 최근에 같은 구조에서 입체화된 게이큐 가마타 역의 24m를 넘는 약 30m높이로 지어진다.
주된 구간에서 기존선을 임시선으로 이동한 땅에 고가선을 구축하는 것보다는 기존선을 넘는 구조 "직상부 고가 방식"이 채용되고 있다.
이 사업에 관련해서, 오사카시에서는 역의 주로 동쪽 일대에서 토지 구획 정리 사업을 한다. 이것은 역 주변에 밀집한 노후 목조 건물과 좁은 도로가 많은 방재상 문제가 있었기 때문에 역의 고가 사업을 계기로 주변을 구획 정리하고 역전에 걸맞은 거리로 도로를 정비하는 것이다.

## 사진

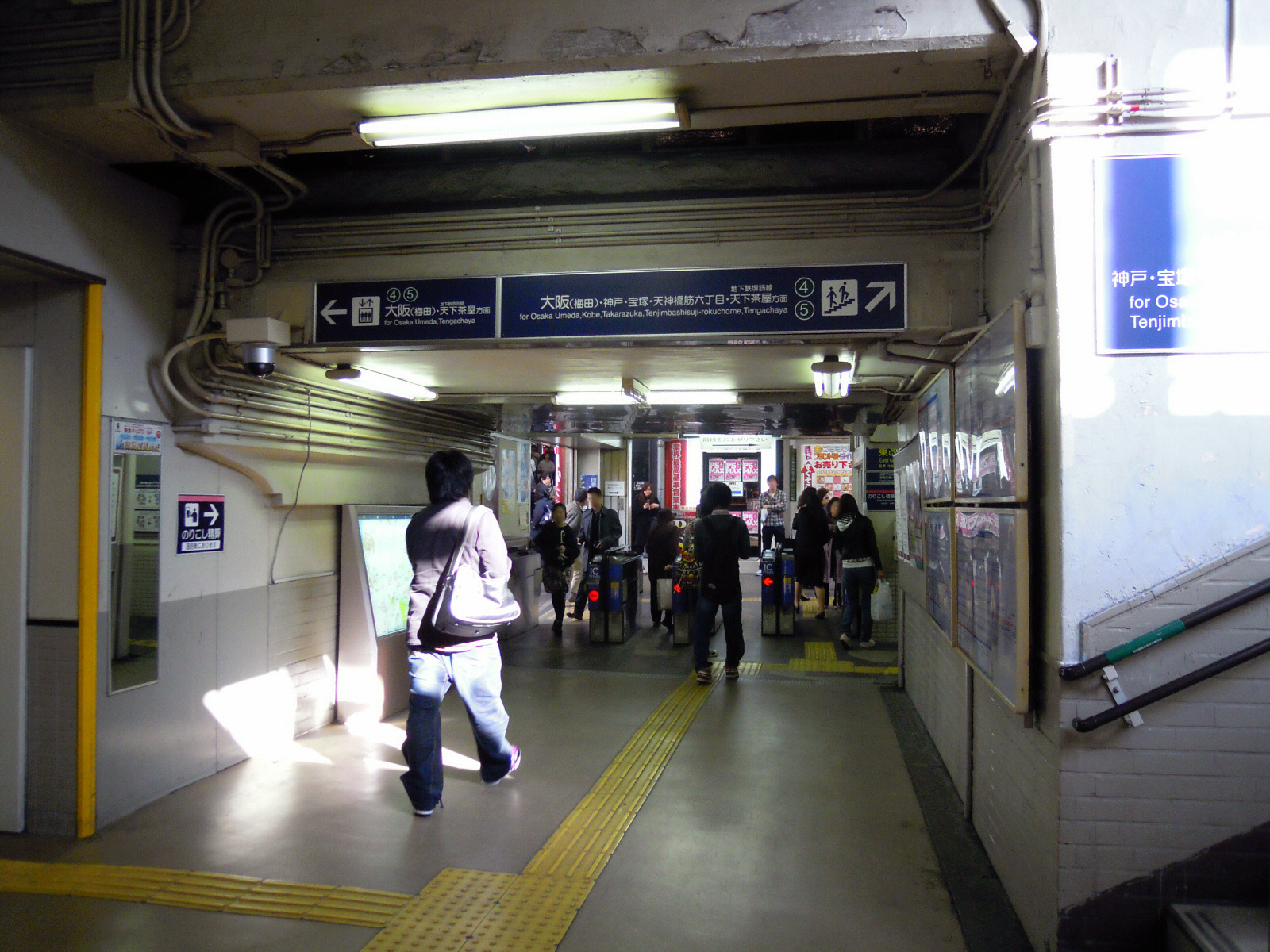
개찰구
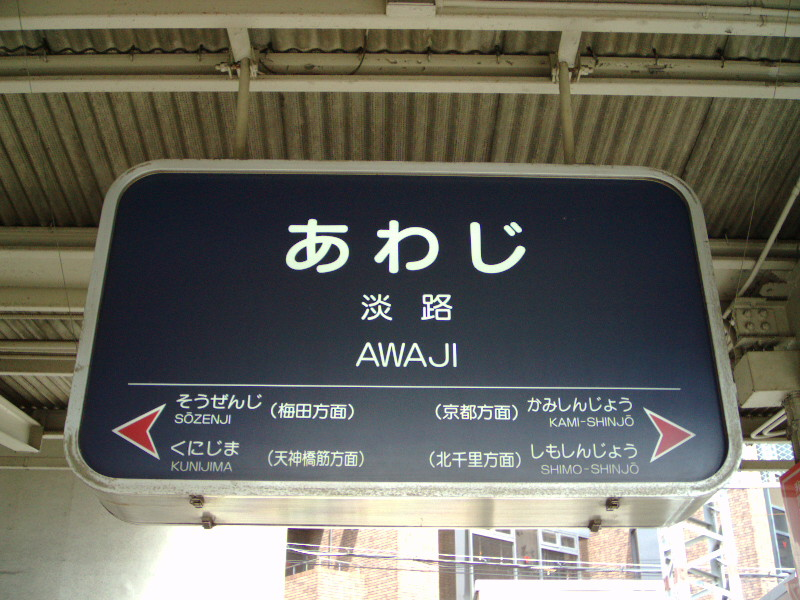
역명판

## 인접역
| 한큐 전철 ■ 교토 본선                | 한큐 전철 ■ 교토 본선                   | 한큐 전철 ■ 교토 본선            |
| ------------------------------------ | --------------------------------------- | -------------------------------- |
| HK-03 주소 우메다 방면               | ■ 쾌속특급 ■ 직통특급 "아타고" "토게쓰" | 가쓰라 HK-81 가와라마치 방면     |
| HK-03 주소 우메다 방면               | ■ 특급 ■ 쾌속급행                       | 이바라키시 HK-69 가와라마치 방면 |
| HK-61 미나미카타 우메다 방면         | ■ 쾌속 ■ 준급                           | 가미신조 HK-64 가와라마치 방면   |
| HK-62 소젠지 우메다 방면             | ■ 보통                                  | 가미신조 HK-64 가와라마치 방면   |
| 한큐 전철 ■ 센리 선                  |                                         |                                  |
| K11 덴진바시스지 6초메 덴가차야 방면 | ■ 직통특급 "호즈"                       | 가쓰라 HK-81 기타센리 방면       |
| K11 덴진바시스지 6초메 덴가차야 방면 | ■ 준급(사카이스지 준급)                 | 가미신조 HK-64 가와라마치 방면   |
| HK-87 구니지마 덴가차야 방면         | ■ 보통                                  | 시모신조 HK-88 기타센리 방면     |